# Wikipedia in waray-waray
La Wikipedia waray-waray (Waray Wikipedia, spesso abbreviata in war.wikipedia o in war.wiki) è l'edizione ufficiale di Wikipedia in lingua waray-waray.

## Statistiche
La Wikipedia in waray-waray ha 1 266 714 voci, 2 870 453 pagine, 63 235 utenti registrati di cui 72 attivi, 3 amministratori e una "profondità" (depth) di 4 (al 5 luglio 2025).
È la 17ª Wikipedia per numero di voci ma, come "profondità", è la 69ª fra quelle con più di 100.000 voci (al 5 luglio 2025).

## Cronologia
- 21 febbraio 2006 — supera le 1000 voci
- 14 luglio 2009 — supera le 10.000 voci
- 7 maggio 2010 — supera le 50.000 voci ed è la 47ª Wikipedia per numero di voci
- 24 agosto 2010 — supera le 100.000 voci ed è la 35ª Wikipedia per numero di voci
- 22 febbraio 2013 — supera le 150.000 voci ed è la 34ª Wikipedia per numero di voci
- 3 marzo 2013 — supera le 200.000 voci ed è la 28ª Wikipedia per numero di voci
- 20 marzo 2013 — supera le 300.000 voci ed è la 20ª Wikipedia per numero di voci
- 29 giugno 2013 — supera le 400.000 voci ed è la 17ª Wikipedia per numero di voci
- 17 luglio 2013 — supera le 500.000 voci ed è la 14ª Wikipedia per numero di voci
- 7 agosto 2013 — supera le 600.000 voci ed è la 15ª Wikipedia per numero di voci
- 20 agosto 2013 — supera le 700.000 voci ed è la 14ª Wikipedia per numero di voci
- 8 settembre 2013 — supera le 800.000 voci ed è la 12ª Wikipedia per numero di voci
- 26 settembre 2013 — supera l'edizione in vietnamita e diventa la decima Wikipedia per numero di voci
- 29 settembre 2013 — supera le 900.000 voci
- 8 giugno 2014 — supera 1.000.000 di voci
- 15 agosto 2014 — viene superata dall'edizione in cebuano ed esce dalla top ten
- 13 settembre 2014 — supera l'edizione in vietnamita e ridiventa la decima Wikipedia per numero di voci
- 19 settembre 2014 — supera l'edizione in spagnolo e diventa la nona Wikipedia per numero di voci
- 22 settembre 2014 — supera l'edizione in italiano e diventa l'ottava Wikipedia per numero di voci
- 23 settembre 2014 — supera l'edizione in russo e diventa la settima Wikipedia per numero di voci
- 9 ottobre 2014 — supera l'edizione in cebuano e diventa la sesta Wikipedia per numero di voci
- 11 ottobre 2015 — viene superata dall'edizione in russo e ritorna ad essere la settima Wikipedia per numero di voci
- 8 novembre 2015 — viene superata dall'edizione in cebuano e ritorna ad essere l'ottava Wikipedia per numero di voci
- 14 marzo 2016 — viene superata dall'edizione in italiano e ritorna ad essere la nona Wikipedia per numero di voci
- 25 maggio 2016 — viene superata dall'edizione in spagnolo e ritorna ad essere la decima Wikipedia per numero di voci
- 27 gennaio 2018 — viene superata dall'edizione in polacco ed esce dalla top ten